# Paulo Scanlan
Paulo Scanlan (9 agosto 1996) è un calciatore samoano, centrocampista del Kiwi.

## Carriera

### Club
Ha sempre giocato nel campionato samoano.

### Nazionale
Ha collezionato 3 presenze con la propria nazionale.

## Palmarès

### Club

#### Competizioni nazionali
- National League (Samoa): 2

Kiwi: 2013-2014, 2018